# مت ایلینگوورث
مت ایلینگوورث (انگلیسی: Matt Illingworth؛ زادهٔ ۲۵ ژوئیهٔ ۱۹۶۸) دوچرخه‌سوار اهل بریتانیا است.
وی در مسابقات کشوری و بین‌المللی در مجموع برندهٔ ۲ مدال نقره، ۱ مدال برنز شده‌است.